# Пашканы (Кагульский район)
Пашкань (рум. Pașcani) — село в Кагульском районе Молдавии. Наряду с селом Манта входит в состав коммуны Манта.

## География
Село расположено на высоте 7 метров над уровнем моря.

## Население
По данным переписи населения 2004 года, в селе Пашкань проживает 1060 человек (538 мужчин, 522 женщины).
Этнический состав села:
| Национальность | Число жителей | Процентный состав |
| -------------- | ------------- | ----------------- |
| молдаване      | 1020          | 96.23             |
| русские        | 16            | 1.51              |
| болгары        | 8             | 0.75              |
| румыны         | 6             | 0.57              |
| гагаузы        | 6             | 0.57              |
| украинцы       | 3             | 0.28              |
| прочие         | 1             | 0.09              |
| Всего          | 1060          | 100%              |